# ماوگوژاتا اوستروفسکا-کرولیکوفسکا
ماوگوژاتا اوستروفسکا-کرولیکوفسکا (لهستانی: Małgorzata Ostrowska-Królikowska؛ زادهٔ ۲۲ اکتبر ۱۹۶۴) بازیگر اهل لهستان است.
از فیلم‌ها یا مجموعه‌های تلویزیونی که وی در آن‌ها نقش داشته‌است، می‌توان به گوش آقای رئیس، طایفه، ورای تخت جراحی، کارآگاهان جنایی، در خوشی و سختی، ۳۹ و نیم، صد سال خاندان وینیخ و پدر متیو اشاره نمود.